# Venezillo grenadensis
Venezillo grenadensis är en kräftdjursart som först beskrevs av Gustav Budde-Lund 1893.  Venezillo grenadensis ingår i släktet Venezillo och familjen Armadillidae. Inga underarter finns listade i Catalogue of Life.